# Johann Rudolf Vogel
Johann Rudolf Vogel (* 27. Oktober 1810 in Wangen an der Aare; † 25. November 1891 ebenda) war ein Schweizer Politiker und Landwirt. Von 1848 bis 1869 gehörte er dem Nationalrat an.

## Biografie
Der Sohn eines Schiffmeisters und Händlers führte in Wangen an der Aare einen landwirtschaftlichen Betrieb. Daneben war er Inhaber einer kleinen Bürstenfabrik. Vogel vertrat radikalliberale Ansichten und gehörte zu den einflussreichsten Politikern dieser Richtung im Oberaargau. Von 1838 bis 1840 amtierte er als Gemeindepräsident. Anschliessend folgte die Wahl in den Grossen Rat des Kantons Bern, dem er bis 1846 angehörte. Die folgenden vier Jahre war er als Salzfaktor tätig, d. h., er wurde vom Kanton mit dem einträglichen Verkauf von Salz betraut.
Vogel, der im Militär den Rang eines Majors hatte, kandidierte im Oktober 1848 bei den ersten Nationalratswahlen und wurde im Wahlkreis Oberaargau gewählt. Sechsmal in Folge gelang ihm die Wiederwahl, 1869 trat er als Nationalrat zurück. Von 1862 bis 1878 sass er ein zweites Mal im Grossen Rat. Vogel galt als Spezialist für Fragen der Land- und Forstwirtschaft.